# Eurocopter EC225 Super Puma
O Airbus Helicopters H225 (anteriormente Eurocopter EC225 Super Puma) é um helicóptero de transporte de passageiros de longo alcance desenvolvido pela Eurocopter como a próxima geração da família civil Super Puma. É uma aeronave bimotora e pode transportar até 24 passageiros junto com dois tripulantes e um comissário de bordo, dependendo da configuração do cliente. O helicóptero é comercializado para suporte offshore e funções de transporte VIP de passageiros, bem como missões de serviço público. O EC225 de orientação civil tem uma versão militar, que foi originalmente designada como Eurocopter EC725, que foi renomeado em 2015 como H225M. Em 2015, o EC225 foi formalmente renomeado para H225, de acordo com o rebranding corporativo da Eurocopter para Airbus Helicopters.